# Dorothea Seitz
Dorothea Seitz (* 1967 in Alzenau) ist eine deutsche Moderatorin, Regisseurin und Dozentin. Sie ist Autorin von Sachbüchern zu Erkrankung, Sterben und Tod.

## Biographie
Nach dem Abitur 1987 am Spessart-Gymnasium in Alzenau absolvierte Dorothea Seitz ein Radio-Volontariat und arbeitete als Moderatorin und Redakteurin bei unterschiedlichen Radiostationen. 1990 begann sie das Studium der Psycholinguistik an der LMU München, das sie zu Gunsten ihrer Medienkarriere nicht abschloss. 1991 wechselte sie zu Antenne Bayern, wo sie ab 1993 zunächst stellvertretende Unterhaltungschefin, von 1996 bis 2000 Leiterin der Programmgestaltung und Unterhaltungschefin war.
Von 2001 bis 2012 gründete sie gemeinsam mit den Mitgesellschaftern Ekke Uhr, Hartmut Grawe und Ralf Tritschler das Medien-Unternehmen HALLE 5 Media GmbH, wo sie als Leitung Creative Content und Autorin wirkte.
2013 veröffentlichte sie den SPIEGEL-Bestseller „Nana – der Tod trägt Pink“ gemeinsam mit Barbara Stäcker, der Mutter der Verstorbenen Nana Stäcker. 2018 erschien der SPIEGEL-Bestseller „Such dir einen schönen Stern am Himmel“ gemeinsam mit Karl-Heinz Zacher, dem Ehemann der 2016 an ALS (Amyotrophe Lateralsklerose) verstorbenen Nina Zacher.
Seit 2014 leitet Seitz als Autorin und Regisseurin gemeinsam mit ihrem Mann, dem Figurenspieler Axel Bahro das Theater „PiM-Puppets in Minutes“. Sie führte Regie bei der Inszenierung der Arien aus Faust (Gounod), die in Zusammenarbeit mit dem Opernstudio der Bayerischen Staatsoper als „Schaufensterperformance“ in Form eines Figurenspiels bei der 17. UniCredit Festspiel-Nacht im Rahmen der Eröffnung der Münchner Opernfestspiele in München aufgeführt wurde.
Als Dozentin gibt Seitz Seminare für Hörfunk und Comedy. Sie leitet Kurse und Workshops zu Film, Theater und Figurenspiel.

## Ehrenamtliches Engagement
Von 2000 bis 2012 war Seitz ehrenamtlich im Spendenvergabegremium der Stiftung Antenne Bayern hilft tätig.
2012 gehört sie zum Gründungsteam des Vereins „Nana – Recover your smile e.V.“, der 2016 den Smart Hero Award gewann.
Seit 2002 ist sie Mitglied im Münchner Marionettentheater Kleines Spiel.

## Publikationen
- Dorothea Seitz „dick 'n' dünn: Die neue Leiblichkeit“ ISBN 3-517-08304-6, ISBN 978-3-517-08304-9, Verlag: Südwest Verlag, 2007
- Dorothea Seitz, Barbara Stäcker „Nana - der Tod trägt Pink: Der selbstbestimmte Umgang einer jungen Frau mit dem Sterben“ ISBN 3-424-15196-3, ISBN 978-3-424-15196-1 Verlag: Irisiana, 2013
- Dorothea Seitz, Barbara Stäcker „Jung. Schön. Krebs.: Schönheit, Selbstbewusstsein und Sexualität in der Krebserkrankung“ ISBN 3-424-15234-X, ISBN 978-3-424-15234-0 Verlag: Irisiana, 2014
- Feddersen, Berend, Seitz, Dorothea „Der Reisebegleiter für den letzten Weg: Das Handbuch zur Vorbereitung auf das Sterben“ ISBN 3-424-15272-2, ISBN 978-3-424-15272-2 Verlag: Irisiana, 2015
- Dorothea Seitz, Nina Zacher, Karl-Heinz Zacher: „Such dir einen schönen Stern am Himmel - Krankheit ALS: die Geschichte eines Abschieds“ Verlag: FISCHER Taschenbuch, Frankfurt am Main, 2018, ISBN 3-596-70131-7, ISBN 978-3-596-70131-5

## Privates
Dorothea Seitz ist mit dem Puppenspieler und Dozenten Axel Bahro verheiratet. Der gemeinsame Sohn wurde 2005 geboren.